# Zámecký mlýn (Blovice)
Zámecký mlýn (Barochův, Hradišťský) v Hradišti, části města Blovice v okrese Plzeň-jih, je vodní mlýn, který stojí jihovýchodně od zámku na řece Úslavě. Spolu s areálem zámku je chráněn jako nemovitá kulturní památka České republiky.

## Historie
Mlýn, původně panský s příslušenstvím k sousednímu dvoru, byl roku 1750 emfytetuticky odprodán mlynáři Janu Barochovi z Vrčeně. V letech 1873 a 1895 byl přestavován. V roce 1926 byla jeho čtyři kola nahrazena dvěma turbínami a roku 1930 je u něj uváděna elektrárna; v tom roce k mlýnu náleželo 14 ha polí. Během 2. světové války mlel mlynář František Baroch na černo a vypomáhal moukou sousedům.
Po znárodnění mlýn převzal Výkupní závod a vyráběly se zde ovesné vločky. Poté jej převzal Plzeňský masný průmysl pro výkup jatečního dobytka. Po roce 1989 se mlýn při restituci vrátil rodině původního majitele, která zde zřídila malou vodní elektrárnu.

## Popis
Voda na vodní kolo a později na turbínu vedla náhonem od jezu. Na kola byla přiváděna vantroky, na počátku (9,5 m) kamennými a v pokračování (11,5 m) fošnovými. V nich byly v podlaze otvory, kterými se přiváděla voda na kola pod nimi zavěšená. Odvodní strouha v délce 342 metrů vedla přes zámecký park zpět do Úslavy.
K roku 1934 je uvedeno, že mlynář měl „povinnost vypouštět vodu pozvolna, aby na pozemcích velkostatku nevznikla škoda, dále byl povinen čistit přívodní i odpadní kanál, přičemž měl právo vyhazovat materiál na sousední břehy“.
K roku 1873 měl mlýn 5 kol na vrchní vodu, každé i s věnci o šířce 1 metr. V roce 1895 jsou uváděna „kola 2, 4, 5 zůstala stará, kola 1, 3 nová“; všechna kola se nacházela 32 cm vysoko nad spodní vodou, pracovalo jen 1. a 4. kolo. Před rokem 1926 byl počet kol redukován na čtyři.
Roku 1926 bylo povoleno nahradit kola dvěma turbínami (1/ hltnost 720 l/s, účinnost 0,76, spád 3,75 m, výkon 27,5 HP; 2/ hltnost 500 l/s, účinnost 0,76, výkon 19 HP); postavena byla pouze větší turbína.
Výroba elektrické energie při mlýně se dochovala. K roku 1926 zde bylo dynamo 2 HP na stejnosměrný proud a v roce 1930 je zapsán mlýn a elektrárna. K roku 1990 je uváděna Malá vodní elektrárna - dvě Francisovy turbíny, celkový výkon 25,5 kW, spád 3,7 m, hltnost 3000 a 700 l/s.